# Amy Rosemond
Amy D. Rosemond es una ecologista estadounidense de ecosistemas acuáticos, biogeoquímica y profesora en la Escuela de Ecología Odum de la Universidad de Georgia. Rosemond estudia cómo el cambio global afecta a los ecosistemas de agua dulce. Esto incluye los efectos de la urbanización  y los cambios contaminación por nutrientes y los cambios en la biodiversidad en el funcionamiento de los ecosistemas. Fue elegida miembro de la Sociedad Ecológica de América en 2018, y ha sido elegida para servir como presidenta de la Sociedad para la Ciencia del Agua Dulce de 2019-2020.

## Trayectoria
Rosemond creció en Florida en la década de los 70, donde su amor por la naturaleza se enfrentó a la creciente presión humana sobre el medio ambiente. Rosemond obtuvo su licenciatura en ciencias en zoología de la Universidad de Carolina del Norte en Chapel Hill. Permaneció en la Universidad de Carolina del Norte, Chapel Hill para completar su maestría en biología.
Rosemond pasó a obtener un doctorado en biología en la Universidad Vanderbilt, donde fue co-asesorada por la facultad de Vanderbilt, Susan Brawley, y el científico investigador del Laboratorio Nacional Oak Ridge, Patrick J. Mulholland. Rosemond realizó su tesis doctoral en el Laboratorio Nacional Oak Ridge, en Tennessee, EE. UU., y estudió cómo tanto la depredación de arriba hacia abajo como la disponibilidad de nutrientes de abajo hacia arriba afectan el perifiton en las corrientes de cabecera .
Tras finalizar su doctorado en 1993, Rosemond recibió una beca de investigación posdoctoral en biología ambiental de la Fundación Nacional de Ciencias. Completó su posdoctorado en el Instituto de Ecología de la Universidad de Georgia, durante el cual realizó una investigación en la Estación biológica La Selva en Costa Rica donde estudio los efectos de arriba hacia abajo y de abajo hacia arriba de los peces y camarones depredadores y el fósforo, respectivamente, en la hoja. -descomposición de la hojarasca y procesamiento de carbono. Mientras trabajaba en La Selva, Rosemond también investigo sobre la variación a escala del paisaje en las concentraciones de fósforo de los arroyos y sus efectos en las redes alimentarias de los detritívoros de los arroyos.
Rosemond trabajó como subdirectora del Instituto de Ecología de la Universidad de Georgia de 1998 a 2005. En 2005 fue nombrada profesora asistente en la Universidad de Georgia, en la Escuela de Ecología Odum, profesora asociada en 2011 y profesora en 2017. A partir de 2019, ha asesorado o co-asesorado a 17 estudiantes de posgrado y tres posdoctorandos en Georgia.

## Investigación
En términos generales, Rosemond y los miembros de su laboratorio investigan los mecanismos y procesos que subyacen a la salud y el funcionamiento de los ecosistemas acuáticos, y buscan comprender cómo las actividades humanas y el cambio global alteran la salud de los arroyos y ríos. Esto implica estudiar cómo los diferentes factores de estrés, incluido el exceso de nutrientes y el cambio de uso de la tierra a través de la urbanización, afectan los procesos del ecosistema.

### Exceso de nutrientes y función del ecosistema del arroyo
Aprovechando las asociaciones con el sitio de investigación ecológica a largo plazo del Laboratorio Hidrológico de Coweeta, Rosemond y sus colegas han utilizado experimentos de ecosistemas completos para comprender cómo las reservas de carbono de los arroyos, los macroinvertebrados bénticos y los niveles tróficos más altos, incluidas las salamandras, responden a la contaminación por nitrógeno y fósforo. Su investigación en esta área se centra en cómo el carbono detrítico derivado de la tierra, incluidas las hojas, los palos y la madera que caen en los arroyos, se procesa y transmite a través de las redes alimentarias acuáticas que están expuestas a un exceso de nutrientes. Ha dirigido investigaciones para probar la importancia relativa de la limitación de nitrógeno y fósforo en el procesamiento de carbono del flujo a través de estudios sobre el enriquecimiento de nutrientes de flujo completo. A través de este trabajo, Rosemond y sus colaboradores han mejorado la comprensión de cómo los nutrientes afectan el flujo de energía en las redes alimentarias basadas en detritos, ya que investigaciones anteriores sobre los efectos de los nutrientes en los arroyos a menudo se centraron en las vías fotosintéticas de las algas.

## Reconocimientos
- Fellow de la Sociedad Ecológica de América (2018)[2]
- Medalla de investigación creativa en Ingeniería y Ciencias Naturales, de la Oficina de Investigación de la  Universidad de Georgia Oficina de Georgia de Búsqueda (2018)[10]
- Felllow Postdoctoral Fundación Nacional de Ciencias en Biología Medioambiental

## Publicaciones

### Artículos de revista seleccionada
- Rosemond, Un.D., et al. 2015. Adiciones de nutriente experimental aceleran pérdida de carbono terrestre de ecosistemas de corriente. Ciencia 347: 1142-1145.
- Rosemond, Un.D., et al. 2010. Efectosnoaditivos de ensucia mezclar está suprimido en un nutriente-corriente enriquecida. Oikos 119: 326-336.
- Rosemond, Un.D., et al. 2008. Nitrógeno versus demanda de fósforo en un detritus-basado headwater corriente: qué paseos microbianos a respuesta de ecosistema? Verhandlungen des Internationalen Verein Limnologie. 30: 651-655.
- Rosemond, Un.D., et al. 2002. Variación de paisaje en concentración de fósforo y efectos en detritus‐basó corrientes tropicales. Limnología y Oceanografía 47: 278-289.
- Rosemond, Un.D., et al. 1993. Superior-abajo e inferior-arriba control de corriente periphyton: efectos de nutrientes y herbívoros. Ecología 74: 1264-1280.